# Lac Matagami
Ne doit pas être confondu avec Lac Mattagami.
Le Lac Matagami est un grand lac du Canada, situé en Jamésie, au Nord-Ouest du Québec.
La ville de Matagami est établie à quelques kilomètres au sud, sur la rive Ouest de la rivière Bell. Cette ville constitue une halte importante sur la route reliant Montréal à la Baie James. Cette ville a connu un essor considérable à partir de 1970, à la suite du début des travaux d'aménagement des barrages hydroélectriques de la Baie James.

## Géographie
Situé dans une région marécageuse du Nord québécois, le lac créé par la rencontre des rivières Allard, Bell, Gouault, la Canet et Waswanipi. Ce lac est large d'environ 14 km, long de 43 km et a une superficie de 236 km2.

## Histoire
Le lac Matagami a longtemps été utilisé comme voie de transport dans le commerce de fourrures du XVIIIe au XXe siècle par la Compagnie de la Baie d'Hudson.

## Toponymie
En Cri, matagami signifie « rencontre des eaux », en référence aux grandes rivières qui s'y rejoignent.